# Marmon-Herrington pantserwagen
De Marmon-Herrington pantserwagen is een Brits gevechtsvoertuig uit de Tweede Wereldoorlog, voorzien van vierwielaandrijving. De Marmon-Herrington werd vooral ingezet bij de gevechten in Afrika, maar werd na de introductie van nieuwe pantserwagens, zoals de M8 Greyhound, ook via de Amerikaanse Leen- en Pachtwet ((en) : Lend-Lease Act) van 1941 geleverd aan andere landen. Het voertuig was robuust en zeer betrouwbaar, ook onder de moeilijke klimatologische omstandigheden in de Noord-Afrikaanse woestijn. Het onderhoud was eenvoudig.
De Marmon-Herrington werd door veel krijgsmachten gebruikt, ook na de Tweede Wereldoorlog. Het Koninklijk Nederlandsch-Indisch Leger (KNIL) gebruikte de MkIII versie zowel voor als na de oorlog, en noemde ze de “Zuidafrikaanse pantserauto”. Het Belgische leger bestelde voor de oorlog 90 Marmon-Herrington pantserwagens, die in Antwerpen werden geassembleerd. Deze werden na de Duitse invasie door de Wehrmacht in gebruik genomen.

## Geschiedenis
In 1938 begonnen de autoriteiten van de Unie van Zuid-Afrika de ontwikkeling van een nieuwe pantserwagen voor de Unie Defensiemacht. Dit leidde tot een voertuig op basis van een Ford 3-tons vrachtwagenchassis. Omdat Zuid-Afrika op dat moment geen auto-industrie had, moesten veel componenten van het voertuig worden geïmporteerd. Chassiscomponenten werden gekocht bij Ford Canada en uitgerust met een vierwiel-aandrijflijn geproduceerd door het Amerikaanse bedrijf Marmon-Herrington (vandaar de naam), in het Verenigd Koninkrijk en de VS vervaardigde bewapening en pantserplaten geproduceerd door de Zuid-Afrikaanse Iron & Steel Industrial Corporation, ISCOR. De eindmontage werd onder meer uitgevoerd door de Zuid-Afrikaanse vestiging van het Engelse machinebouw- en constructiebedrijf Dorman Long.

## Varianten

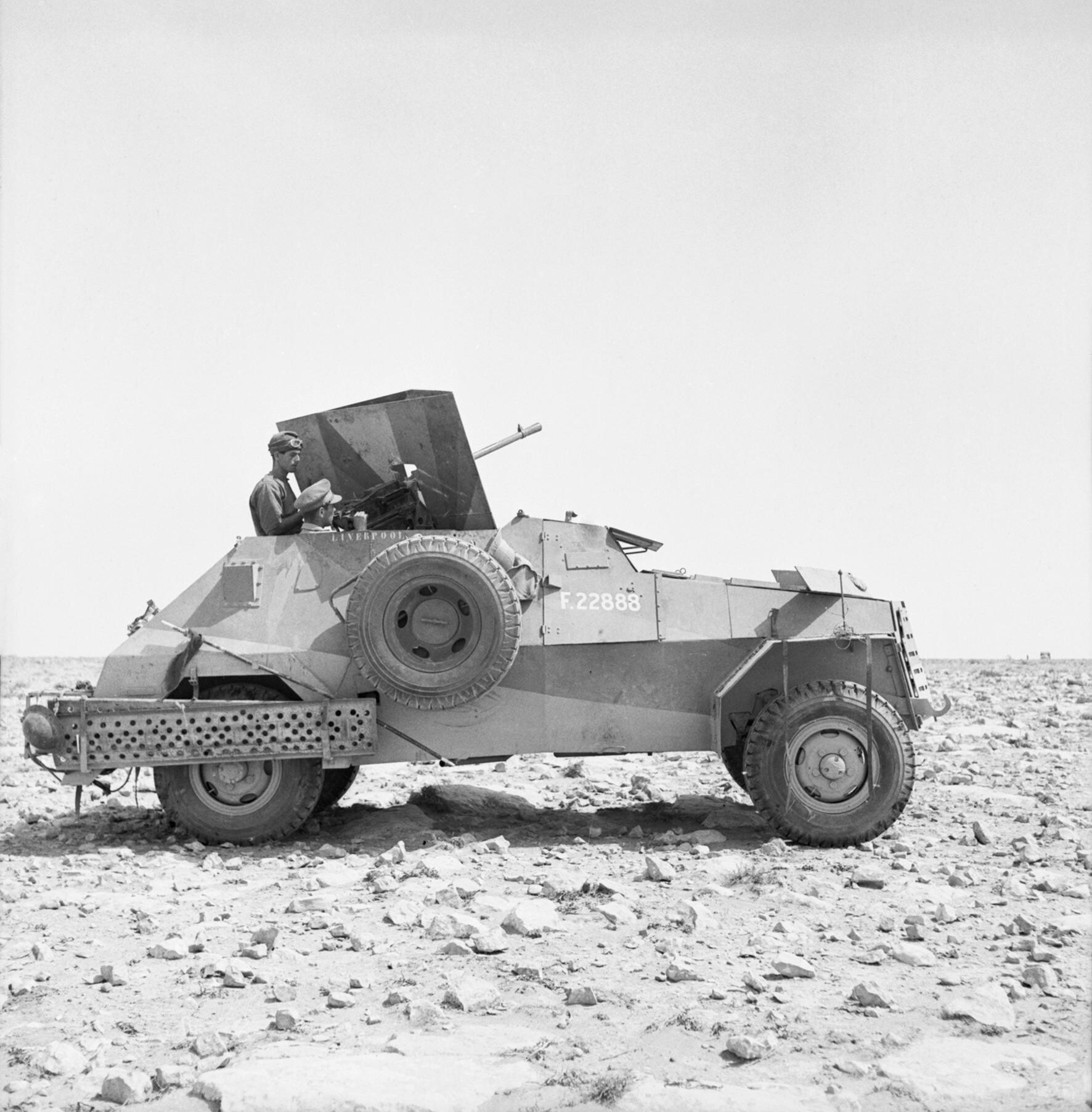
Mk II met een Italiaans Breda 20 mm kanoon bij Tobroek, 8 mei 1941

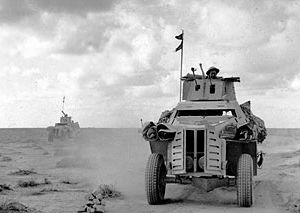
Marmon-Herrington pantserwagens op patrouille in de Westelijke Woestijn (28 november 1941)

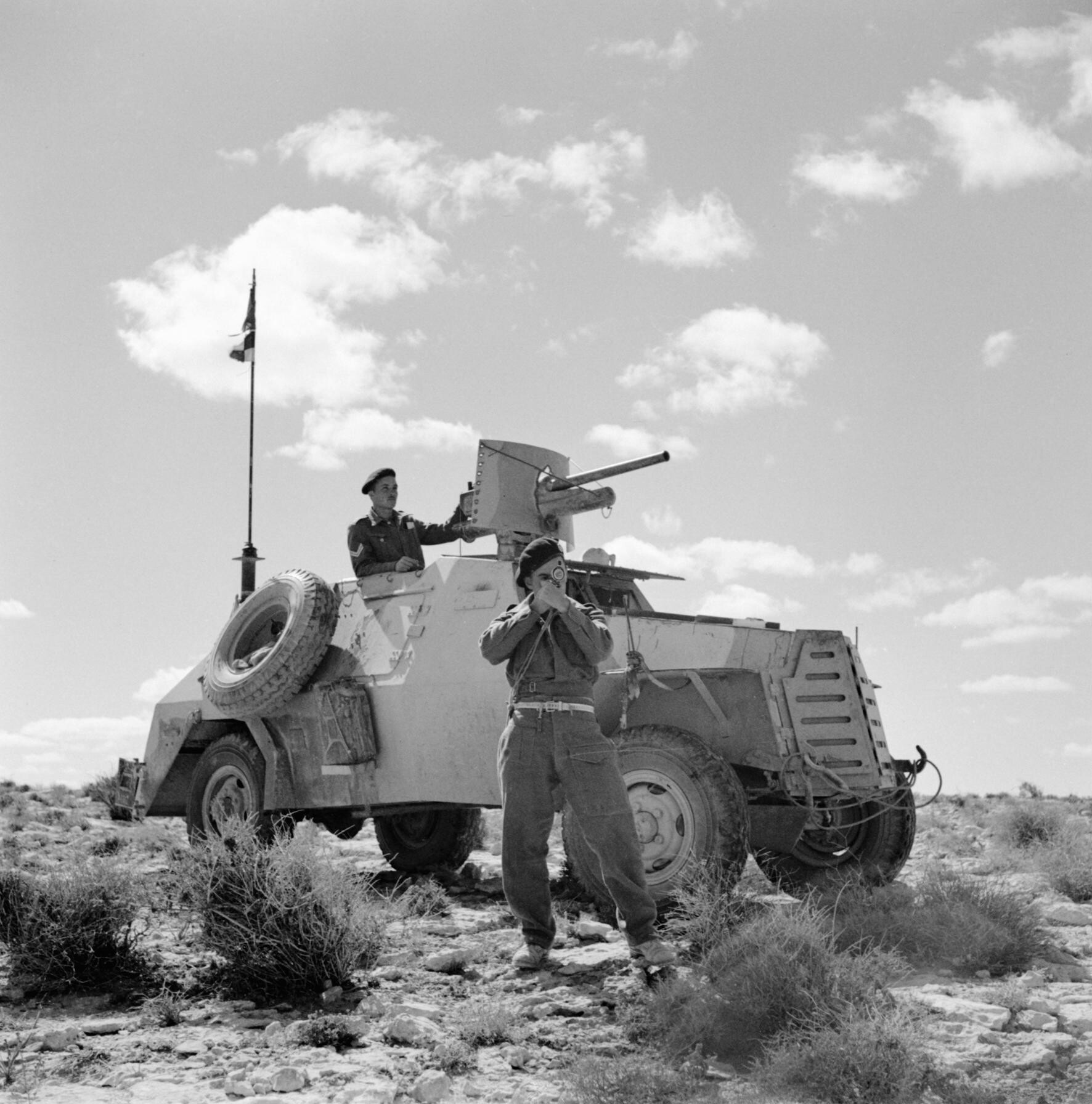
Zuid-Afrikaanse Marmon-Herrington

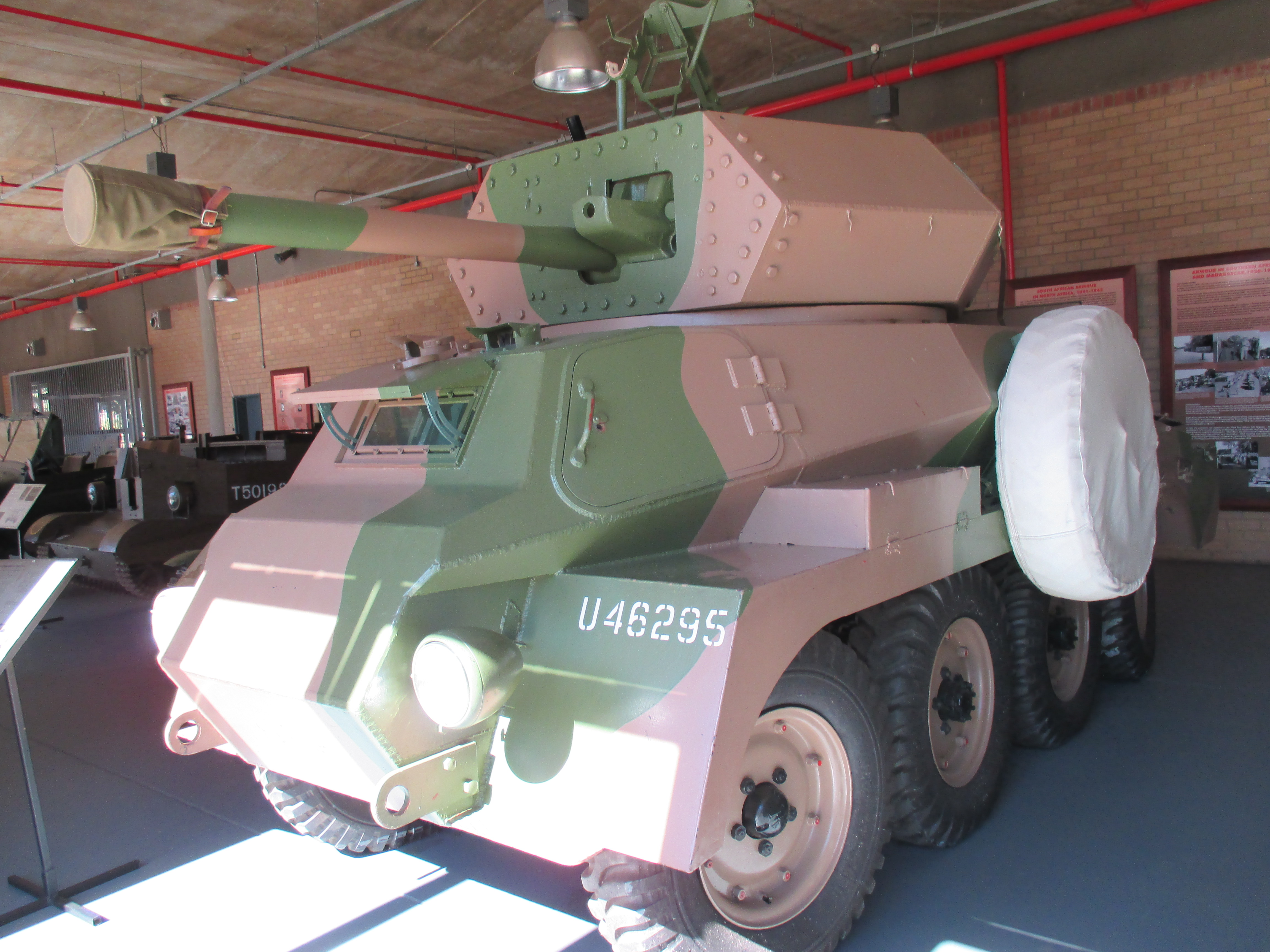
Mk VI prototype in het Zuid-Afrikaanse Nationaal Militair Museum

- 'Mk I'  (1940) – tweewielaandrijving. Bewapend met twee .303 Vickers machinegeweren, één in de toren, de ander links achter in de romp. 113 Gebouwd.[5]
- 'Mk II'  (1941) – verlengd chassis, vierwielaandrijving. De eerste voertuigen hadden dezelfde bewapening als de Mk I. Latere voertuigen met een achthoekige toren met Boys Mk.1 Anti-tank rifle en Bren machinegeweer. Het voertuig was bovendien voorzien van staafaffuiten voor een Vickers machinegeweer en een extra Bren, die niet altijd geplaatst werden. De romp was geklonken in vroege voertuigen en gelast in latere exemplaren. 887 gebouwd.[5]
- 'Mk III'  (1941) – vergelijkbaar met latere Mk II voertuigen, met een iets kortere wielbasis. Later Mk III’s hadden een enkele achterdeur, geen radiatorrooster en geen koplampafdekkingen. Er werden er 2.630 gebouwd.[5]
  -  'Mk IIIA'  – toren vervangen door een ringaffuit voor twee .303 Vickers K machinegeweren met een pantserschild.
- 'Mk IV'  (1943) – een volledig opnieuw ontworpen voertuig, maar nog steeds gebaseerd op dezelfde motor en Marmon-Herrington-aandrijflijn. De motor aan de achterzijde en de transmissie zijn rechtstreeks op de gelaste romp vastgeschroefd.[5] Het pantser was nog steeds dun met slechts 12 mm aan de voorkant en 6 mm dikte elders. Een QF 2 ponder antitankkanon werd gemonteerd in een tweepersoonstoren. Latere voertuigen hadden een coaxiaal Browning machinegeweer. Op het dak van de toren werd een Vickers of Browning machinegeweer gemonteerd. Er werden meer dan 2.000 voertuigen gebouwd. Na de oorlog werden in veel Jordaanse exemplaren de torens verlengd aan de voorkant en uitgerust met een 6 ponder (57 mm) kanon, terwijl van andere de toren werd verwijderd en er een 75mm berghouwitser op werd geïnstalleerd.
  -  'Mk IVF'  (1943) – gebaseerd op de Canadian Ford F60L vierwielaangedeven 3 ton vrachtwagenchassis (omdat de Marmon-Herrington-aandrijflijn niet leverbaar was voor een Britse bestelling van 1.200 voertuigen).
- 'Mk V'  (1942) – een ontwerp met 8 wielen waarvan alleen een prototype gebouwd is. Het woog 16 ton en was voorzien van een 6 ponder kanon.[6]
- 'Mk VI'  (1943) – een ontwerp met 8 wielen. Er werden twee prototypes gebouwd, een met een 2 ponder en een ander met een 6 ponder kanon.[7]
- 'Mk VII'  – een verbeterde versie van de Mk IIIA. Slechts enkele prototypes gebouwd.
- 'Mk VIII'  – vergelijkbaar met de Mk III maar uitgerust met een QF 2 ponder kanon in een grotere toren. Het project werd stopgezet in 1943 omdat er al andere voertuigen beschikbaar waren met betere bewapening.

## Nederland

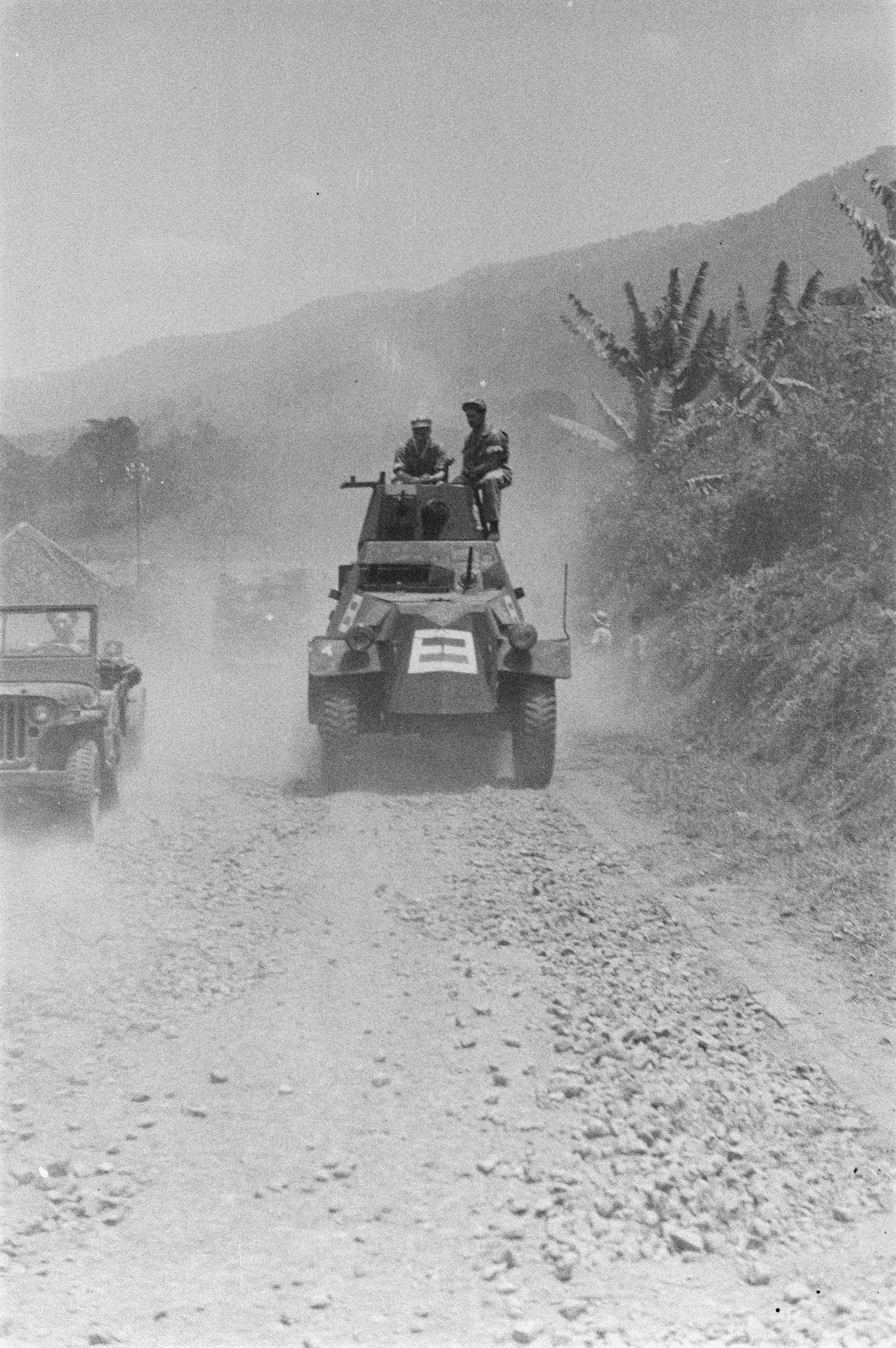
Marmon-Herrington Pantserwagens van het KNIL

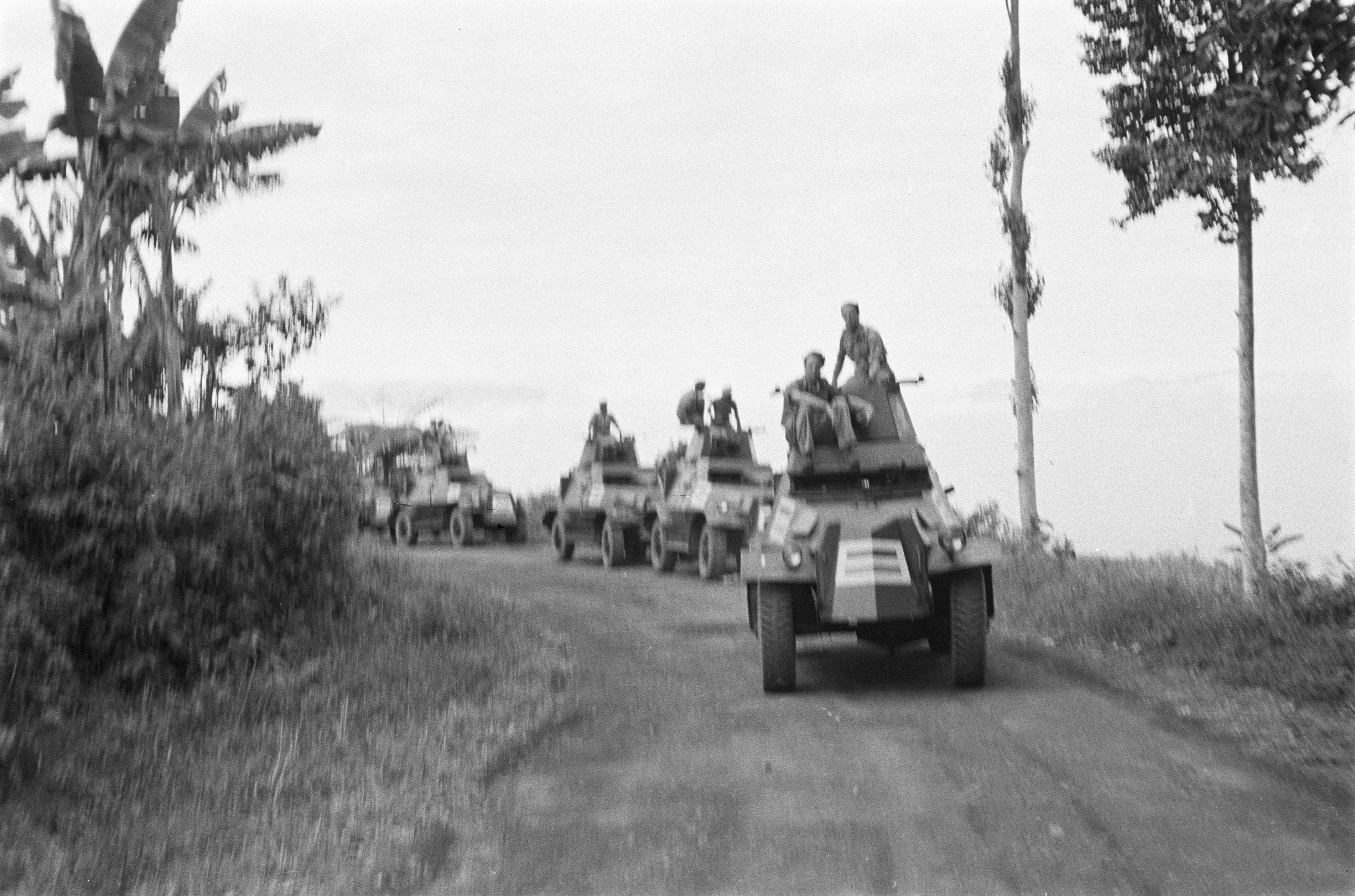
Marmon-Herrington Pantserwagens van het KNIL (juli 1947)

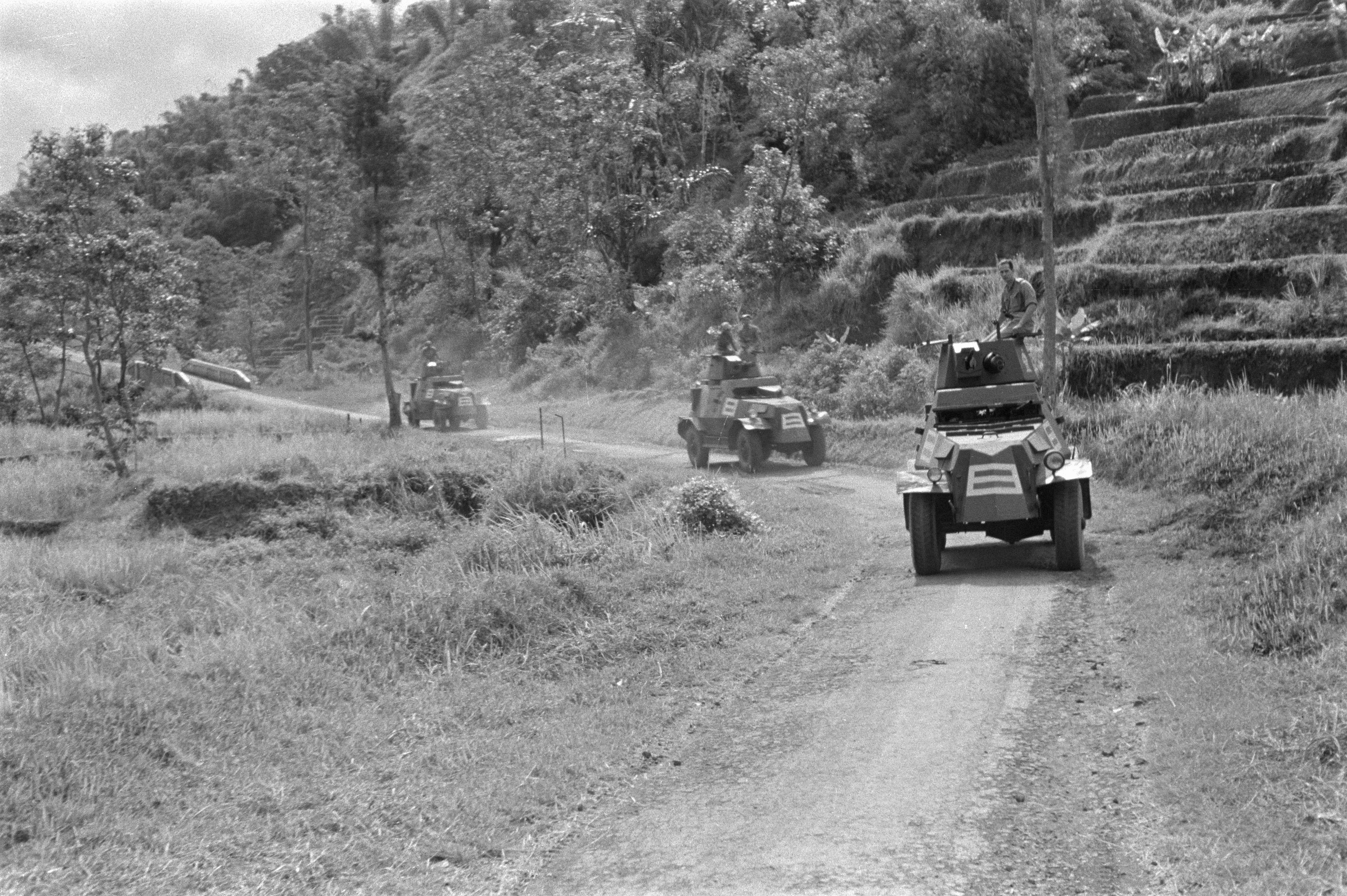
Marmon-Herrington Pantserwagens van het KNIL (juli 1947)

In februari 1941 bood het Britse War Office het Koninklijk Nederlandsch-Indisch Leger (KNIL) 49 Marmon Herrington Mk III verkenningsvoertuigen aan in plaats van de VCL M1936 lichte tank die gevorderd waren door het Britse leger na het uitbreken van de oorlog in Europa. Begin 1942 werden deze naar Nederlands-Indië verscheept, maar zonder bewapening en zonder radio’s. Een aantal werd gebruikt om er twee geïmproviseerde (zwakke) eskadrons mee uit te rusten.
Ze stonden bekend als “Zuidafrikaanse pantserauto”:p555 en werden ingezet bij de strijd tegen de Japanners op Java.
Na de Japanse capitulatie in 1945 werd een aantal opnieuw gebruikt door het KNIL. Ook de Indonesische Nationalisten gebruikten er enkele.
De Marmon-Herrington pantserwagen was geen succes in Indonesië. Het gewicht was te hoog voor het terrein in Java, er was geen voorziening voor achterwaarts sturen en hun draaicirkel van 14m was te groot voor de kleine wegen van Java.

### Inzet tijdens de Japanse inval op Java
De voertuigen die het KNIL ontving arriveerden versleten en zonder bewapening.
Voordat de Japanners op Java landden konden alle Marmon-Herringtons worden bewapend met een Vickers zwaar machinegeweer, en konden 27 Marmon-Herringtons operationeel worden gemaakt. Hiermee werden twee onafhankelijke eskadrons gevormd, en een verkenningspeloton met drie voertuigen dat werd ingedeeld bij de Mobiele Eenheid van het KNIL.

#### 1e Eskadron
Het 1e Eskadron (1Esk), gevormd in Bandoeng was uitgerust met 14 Marmon-Herringtons, 6 Ford GP jeeps, 6 motorfietsen (BMW en/of Harley-Davidson) en een aantal vrachtwagens en radio's. Het personeel kwam van verschillende onderdelen, maar niemand had ervaring met pantserwagens.
De eenheid was georganiseerd in een commandogroep met 2 M-H’s en 3 pelotons met elk 4 M-H’s.
Na enkele uren training ging het eskadron op patrouille in het gebied rond Bandoeng. Tijdens hun patrouilles hadden ze soms contact met Japanse troepen. De patrouilles bleven doorgaan tot de overgave van alle Nederlandse troepen op Java.

#### 2e Eskadron
Het 2e Eskadron (2Esk), eveneens gevormd in Bandoeng werd gevormd door personeel van tank- en pantsereenheden dat nog niet was ingedeeld, aangevuld met ander personeel. 2Esk beschikte alleen over 10 M-H’s en had geen andere voertuigen. Op 4 maart 1942 werd 2Esk (minus 1 peloton van 3 M-H’s) naar de Tjiater pas ((id)  “Celah Ciater“) gestuurd, 20 km ten noorden van Bandoeng, tussen Lembang en Subang.
Op 5 maart 1942 viel 2Esk de vijand aan op heuvelachtig terrein met zware begroeiing en met slechts een kleine weg die door het gebied ging. Al direct sneuvelde de eskadronscommandant, de enige officier in het eskadron, en werden twee pantserwagens uitgeschakeld. De rest van 2Esk trok gehinderd door luchtaanvallen maar zonder verdere verliezen terug naar het dorp Lembang, 6km ten zuiden van de pas.
Bij Lembang werd de schade hersteld en werden voorbereidingen getroffen voor een nieuwe aanval. Ondertussen kreeg het peloton dat in Bandoeng was achtergebleven opdracht om het gebied tussen de terugtrekkende Nederlandse troepen en de Japanners, 35 km ten westen van Bandoeng, te verkennen. Het peloton ontdekte dat de Japanners minder snel waren opgetrokken dan was verwacht en keerde terug naar Bandoeng, zich constant verbergend voor Japanse vliegtuigen.
Na de missie ten westen van Bandoeng, voegde het peloton zich weer bij de rest van 2Esk, dat daarmee nog over 7 inzetbare M-H’s beschikte. In de volgende actie opnieuw in het gebied bij de Tjiater pas en het dorp Subang gingen 5 M-H’s verloren. Eén de twee overgebleven auto's werd bij een latere actie door een Japans vliegtuig aangevallen en uitgeschakeld.

#### Verkenningspeloton Mobiele Eenheid
Het verkenningspeloton van de Mobiele Eenheid werd ingezet toen de Mobiele Eenheid trachtte om Bandoeng te heroveren. Voor de aanval werden bij een verkeersongeval in de bergen een Marmon-Herrington, twee Overvalwagens en enkele vrachtwagens uitgeschakeld.
Een tweede M-H viel uit toen hij bij het opruimen van een wegversperring kantelde. De derde M-H drong door de vijandelijke linies de bezette stad in, maar moest terugkeren toen de eenheden die hij moest ondersteunen achterbleven door vijandelijk vuur.

### Gebruik tijdens de Japanse bezetting van Nederlands-Indië
Na de capitulatie van Java vielen een aantal Marmon-Herringtons in handen van de Japanse bezettingsmacht.

### Het PauPel tijdens de Indonesische Onafhankelijkheidsoorlog
In 1945 werden de nog inzetbare Marmon-Herringtons door de Japanners overgedragen aan de Indonesische nationalisten, die ze ongewapend gebruikten.
Sommige werden heroverd door Nederlandse troepen toen deze in oktober 1945 bij Batavia landden. Met deze wagens werd een onafhankelijk peloton, het PauPel (“Pantserauto peloton”), gevormd onder de B-divisie van het KNIL. Dit was geen officiële eenheid en kon daardoor de benodigde radio's, munitie, voorraden etc. niet bestellen. Alles wat het PauPel nodig had, moest daarom op de Nationalisten buitgemaakt worden. Het PauPel beschikte over 12 Marmon-Herringtons, 1 M3 Scout Car, 2 Overvalwagens, 2 jeeps en 3 vrachtwagens. Het personeel van het PauPel, 3 officieren, 4 onderofficieren en 40 korporaals en manschappen, bestond uit Nederlanders, Indonesiërs en Surinamers. Hoewel de eenheid officieel niet bestond, werd het van oktober 1945 tot en met januari 1948 ingezet. Om hun Marmon-Herringtons te kunnen onderscheiden van die nog in gebruik bij de Nationalisten, werden er grote Nederlandse vlaggen aan elke kant van de voertuigen geschilderd.